# Sants-Montjuїc
Sants-Montjuїc är ett distrikt i sydvästra Barcelona. Distriktet, som är det till ytan största, domineras av industriområdet Zona Franca vilket upptar mer än halva dess yta med 13,5 km². Det i övrigt platta landskapet domineras av berget Montjuїc som reser sig över stadens hamn. I norr i stadsdelen Sants återfinns Barcelonas huvudstation för stadens järnvägar.
Distriktet är det tredje mest befolkade efter Eixample och Sant Martí men samtidigt det näst minst tätbefolkade efter Les Corts. Anledningen till detta är att varken Zona Franca eller Montjuїc är bebyggda med bostadshus. Den bebodda fjärdedelen (549 av 2 090 hektar) av distriktet är dock en av stadens mest tätbefolkade med ett genomsnitt på över 32 000 invånare per kvadratkilometer.
Genom distriktet passerar Gran Via (Storgatan) som är en av Barcelonas två huvudgator (den andra är Avinguda Diagonal). Denna passerar Plaça d'Espanya, stadens största cirkulationsplats. I distriktet ligger även Fira de Barcelona (Barcelonamässan) och Ciutat de la Justicia (justitiestaden).  

## Stadsdelar
I nedanstående tabell står varken Zona Franca eller Montjuїc med då dessa helt saknar invånare.
| Stadsdel                   | invånare | Yta      | Befolkningstäthet |
| El Poble-sec               | 41 018   | 0,94 km² | 43 479 inv/km²    |
| La Marina del Prat Vermell | 1 085    | 0,75 km² | 1 447 inv/km²     |
| La Marina de Port          | 30 128   | 1,25 km² | 24 014 inv/km²    |
| La Font de la Guatlla      | 10 336   | 0,30 km² | 34 313 inv/km²    |
| Hostafrancs                | 16 208   | 0,41 km² | 39 512 inv/km²    |
| La Bordeta                 | 18 823   | 0,58 km² | 32 650 inv/km²    |
| Sants-Badal                | 24 507   | 0,41 km² | 59 686 inv/km²    |
| Sants                      | 42 438   | 1,1 km²  | 38 657 inv/km²    |